# خایمه ماتوسیان
خایمه ماتوسیان (اسپانیایی: Jaime Matossian Osorio‎ زاده ۲۶ سپتامبر ۱۹۵۵) سوارکار بازنشسته ارمنی‌تبار اهل اسپانیا می‌باشد. ماتوسیان در بازی‌های المپیک تابستانی ۲۰۰۰ در ترکیب تیم اسپانیا به رقابت پرداخت و به مقام هفتم دست یافت اسب وی New Venture نام داشت.